# Dia.HEARTS
Dia.HEARTS（ディア・ハーツ）は、日本のプロレス団体DRAGON GATEのMAD BLANKEYを脱退したB×Bハルクとオレたちベテラン軍を脱退した望月成晃とドラゴン・キッドが結成したユニットである。

## 概要
2014年8月2日のKBSホール大会でオープン・ザ・トライアングルゲート王座の次期王者決定戦トーナメントでユニットに属していなかったB×BハルクのパートナーXとして登場した望月成晃とドラゴン・キッドのトリオがユニットとしての初日。この地点で望月とキッドはオレたちベテラン軍に属していた。この時はユニットではない即席チームでチーム名としては望月の発案でパンタロンズとなった。このユニット名をキッドは拒んでいた。この時はミレニアルズとの6人タッグマッチを行い勝利。またこの試合でU-Tがあごを骨折する。
8月3日の同会場でのオープン・ザ・トライアングルゲート王座次期挑戦者チーム決定トーナメント決勝戦でMONSTER EXPRESSと対戦し勝利。次期挑戦者となる。
8月5日、後楽園ホール大会でハルクがMAD BLANKEYとの1vs4のハンディキャップでのオープン・ザ・ドリームゲート王座選手権試合を行う。試合にはMAD BLANKEYの暴挙を見て望月とキッドが試合に加入するも土井成樹に敗れる。またこの日望月とキッドが第一試合でGammaと組みジミーズとの6人タッグで対戦し勝利するもGammaの握手を拒否し頭を下げて退場する。
8月9日にCIMAの凱旋興行でCIMAと望月とドン・フジイと"ハリウッド"ストーカー市川がタッグを組みMAD BLANKEYと対戦し勝利。これがベテラン軍で望月が闘った最後の試合になる。またこの日キッドはハルクとタッグを組みミレニアルズと対戦し勝利。
8月10日、名古屋国際会議場大会で、オープン・ザ・トライアングルゲート王座に挑戦するも敗北。
8月17日、大田区総合体育館大会で、暫定王者の土井と20代王者のハルクが対戦しハルクが勝利。望月とキッドはミレニアルズのEitaとT-Hawkのもつオープン・ザ・ツインゲート王座に挑戦するもT-Hawkのベラクルスで望月が敗れる。その試合後、ユニットとして正式に新ユニットを結成することになった。またユニット名は9月の後楽園大会で発表すると言う。またトライアングルに挑戦して負けた際に望月が「パンタロンズはそのまま解散した。」と言う。
9月6日、兵庫県立文化体育館大会でSummer Adventure Tag League 2014の公式戦が始まる。このタッグリーグにはハルクと望月がエントリーする。
9月9日、後楽園ホール大会でユニット名を発表する。ユニット名の発案者はハルク。この日Dia.HEARTSとしての初戦をMONSTER EXPRESSと対戦し望月の真・最強ハイキックで戸澤が負ける。
10月9日、後楽園ホール大会でMONSTER EXPRESS vs Dia.HEARTS シングル3番勝負を行い2戦目でハルクが吉野正人に勝利するも1戦目でキッドが鷹木信悟に敗れ3戦目で望月が戸澤陽に敗れ負け越してしまう。また以前より新メンバーを募集していて今大会でリョーツ清水を勧誘してその後ズボンをやるとのことで加入した。
2015年1月16日、後楽園ホール大会でそれまでDr.マッスルに扮していたKzyがMBを裏切り、ユニットに加入。
10月4日、博多大会でミレニアルズ解散後無所属だったフラミータの勧誘に成功。
2016年2月4日、後楽園ホール大会で開催された敗戦ユニット解散3WAYイリミネーションマッチに敗れ解散。

## メンバー
- B×Bハルク（リーダー）
- 望月成晃
- ドラゴン・キッド
- フラミータ
- Kzy
- ビッグR清水

## タイトル歴
- オープン・ザ・ドリームゲート王座

第20代：B×Bハルク
（2014年7月20日獲得、2015年6月14日陥落/防衛7回）
- オープン・ザ・トライアングルゲート王座

第52代：望月成晃&ドラゴン・キッド&ビッグR清水
（2014年12月28日獲得、2015年3月29日陥落/防衛3回）
- オープン・ザ・ブレイブゲート王座

第26代：Kzy
（2015年1月12日獲得、2015年2月28日陥落/防衛1回）
- プロレス大賞技能賞

B×Bハルク（2014年）

## その他
- ユニット名は当初パンタロンズだったが名古屋大会でトライアングルゲートに挑戦し負けた際ユニットは一度解散したと言う。
- ユニット名の「Dia」は硬い硬いダイヤモンドを意味し、「HEARTS」は心（ハート）。つまり「Dia.HEARTS」は「強靱な心」「折れないハート」を意味し、固い意思＝硬い石＝ディアハート＝Dia.HEARTSになった。
- 新たに加入した清水に関してはパンタロンスタイルではない。望月曰く理由はいい足をしているとのこと。
- Kzy加入時点（KzyはDr.マッスルに扮していた時、オープン・ザ・ブレイブゲートを戴冠）で全員がタイトルホルダーだった。そのことを望月はミレニアルズやMBに強くアピールした。
- ユニット解散後もその絆は深く、それぞれ無所属または別ユニットに所属となってからも関係性は続いている。望月成晃とビッグR清水は師弟関係を維持し、ハルクとKzyは同じ北海道出身者どうしノーストライブとしてタッグを組んでいた。またハルク、Kzy、フラミータは後にTRIBE VANGUARDとして再合流している。
- DRAGON GATE内のユニットでは、珍しく脱退や裏切りが無かった。